# Periodo dei sequestri di persona in Calabria
Il periodo dei sequestri di persona in Calabria, nella storia di 'ndrangheta, va dagli anni sessanta agli inizi degli anni novanta, e particolarmente attivo tra gli anni settanta e anni ottanta del XX secolo, in cui le 'ndrine, soprattutto dell'area jonica della Provincia di Reggio Calabria, per accumulare capitali decisero di sequestrare persone, tra cui anche ragazzi e bambini per tutta Italia in cambio di un riscatto.
Le vittime venivano di solito nascoste in Aspromonte. Il fenomeno venne descritto dai media anche come Anonima sequestri in analogia a quanto avvenuto in Sardegna nello stesso periodo ad opera dei criminali sardi. I casi mediatici più eclatanti furono il sequestro di John Paul Getty III nel 1973, di Cesare Casella nel 1988 e quello di Alessandra Sgarella nel 1997.
I capitali ricavati dai sequestri vengono reinvestiti o nel settore edilizio come a Bovalino dove un intero quartiere viene chiamato informalmente "Paul Getty" o in acquisto di cocaina in Sud America.
Questo periodo mostrò come la 'ndrangheta era capace di operare anche al Nord Italia individuando i soggetti in grado di pagare un riscatto, che non era una organizzazione di poco conto ma con appoggi ed in grado di rimmettere il denaro ricavato nell'economia legale; nonché di interfacciarsi con i servizi segreti quando intervenivano per la conclusione di alcuni sequestri. Infine in seno all'organizzazione stessa, la permanenza di ostaggi in Aspromonte dava prestigio alla 'ndrina autrice del sequestro e che mostrava e dimostrava chi comandava in quell'area.
Dei 694 sequestri avvenuti per mano della criminalità in Italia di cui si calcola un giro d'affari di 800 miliardi lire, più della metà finiscono nelle mani della 'ndrangheta.

## Storia

### Gli esordi
Il primo sequestro in assoluto, a partire dal secondo periodo post bellico, in territorio calabrese avviene l'8 ottobre 1950 ai danni di Giuseppe Sofo, sequestrato ad Oppido Mamertina per 14 giorni e viene rilasciato per un pagamento di 5 milioni di lire.
Solo dopo 13 anni avverrà il secondo sequestro ai danni dell'imprenditore Ercole Versace, il 2 luglio 1963 a Delianuova.
Diventerà un vero e proprio business solo a partire dal 1973 ad opera di 'ndrine della piana di Gioia Tauro mentre in seconda battuta entreranno le 'ndrine dell'area jonica, specializzandosi in questo business.

### Il sequestro Paul Getty
Nel 1973 diventa per la prima volta un caso mediatico il sequestro a Roma di John Paul Getty III.

### 1978 - La repressione e l'incontro di Archi
Nel 1978 si svolge un incontro nel quartiere Archi di Reggio Calabria tra Paolo De Stefano e Saverio Mammoliti in cui il primo si pone contro la pratica dei sequestri poiché attira troppe forze dell'ordine sul territorio.
L'anno fu caratterizzato da un solo sequestro e proprio a causa del controllo del territorio rafforzato da parte delle forze dell'ordine la maggior parte dei sequestri vengono effettuati soprattutto al Nord Italia anche se i sequestrati vengono sempre portati in Calabria.

### Legge Rognoni-La Torre
Nel 1983 grazie alla legge Rognoni-La Torre vengono identificate 28 associazioni criminali dedite al sequestro di persona che portano all'arresto di centinaia di criminali e al sequestro dei loro beni.

### La Faida di Motticella
Nel 1985 a Bruzzano Zeffirio scoppia la faida di Motticella a causa della gestione del sequestro della farmacista Concettina Infantino.

### Il caso di Cesare Casella e della mamma coraggio
Il 18 gennaio 1988 viene rapito a Pavia Cesare Casella con una richiesta di 5 miliardi di lire.
Dopo più di un anno nel giugno del 1989 la madre Angela Casella decide di scendere in Calabria per riprendersi suo figlio, nella piazza centrale di Locri inizia una protesta con striscioni. Si sposta poi a San Luca per cercare di farsi aiutare dalle persone del posto dalle quali riceve solidarietà. Si dirige con delle catene al collo verso Ciminà, conferisce con la Commissione parlamentare antimafia di nuovo a Locri e prega di fronte al "crocifisso dei sequestrati" in contrada Zervò (tra Platì e Santa Cristina d'Aspromonte) e la visita al Santuario della Madonna di Polsi.
Finalmente a dicembre 1989 in uno scontro a fuoco tra i carabinieri e Giuseppe Strangio, questi viene catturato e facendo un appello ai sequestratori a fine dicembre Cesare Casella viene rilasciato.

### Anni '90
Bovalino, nel 1993 viene ribattezzata la capitale dei sequestri, 13 in 14 anni.
Questo è l'ultimo decennio in cui avverranno dei sequestri da parte della 'ndrangheta.
L'ultimo sequestro sarà quello di Alessandra Sgarella nel 1997.

## Eventi
Di seguito un elenco non esaustivo delle persone sequestrate dalla 'ndrangheta in ordine cronologico. Tra parentesi viene indicato il luogo del sequestro accompagnato dall'anno in cui è avvenuto.
Questa lista è suscettibile di variazioni e potrebbe essere incompleta o non aggiornata.

- Giuseppe Sofo (Oppido Mamertina, 8 ottobre 1950), sequestrato per 14 giorni e rilasciato per 5 milioni di lire[1].
- Ercole Versace (Delianuova, 2 luglio 1963)
- John Paul Getty III (Roma, 10 luglio 1973)[1]
- Agostino Gerace (Gioia Tauro, 31 gennaio 1974), liberato il 14 febbraio[1].
- Francesco Cribari (San Giovanni in Fiore, 20 settembre 1974)[1]
- Emanuele Riboli[5] (Buguggiate, 14 ottobre 1974), Diciassettenne figlio di un piccolo imprenditore, il riscatto venne pagato[5] ma Emanuele morì durante la prigionia[6]. Antonio Zagari nel 1990 accuserà suo padre Giacomo del sequestro[5]
- Francesco Napoli (Palmi, 9 maggio 1975), liberato il 15 settembre[1].
- Mario Ceretto (Cuorgnè, 23 maggio 1975), morì durante la prigionia a Orbassano[7]. Sarebbero stati coinvolti i Marando (Francesco e Pasquale Marando), ma nel 1982 furono assolti in appello, insieme a esponenti dei Pelle[8]
- Cristina Mazzotti (Eupilio, 26 giugno 1975), sequestrata a 18 anni, morì durante la prigionia a Castelletto sopra Ticino. Fu richiesto un riscatto di 5 miliardi di lire, poi sceso a 1 miliardo e 50 milioni[9][1].
- Tobia Matarazzi (Grotteria, 27 giugno 1975)[1]
- Giuseppe D'Amico (Roma, 29 giugno 1975)[1]
- Raffaele Maiorano (Crotone, 18 luglio 1975)[1]
- Domenico Arecchi (Villa San Giovanni, 19 agosto 1975)[1]
- Domenico Nicolò (Reggio Calabria, 19 novembre 1975), liberato il 18 dicembre 1975 a Brancaleone[1].
- Vincenzo Cannatà (Taurianova, 15 dicembre 1975), liberato il 3 gennaio 1976 a Canolo per 200 milioni di lire[1].
- Giovanni Rejtani (?, 20 febbraio 1976), ingegnere, liberato il 12 marzo 1976 per 100 milioni di lire[1].
- Giuseppe Chirico (Sant'Eufemia d'Aspromonte, 26 febbraio 1976)[1]
- Francesco Licastro (Cosoleto, 25 giugno 1976), possidente[1].
- Bianco Filippo Velonà (Taurianova, 22 agosto 1976)[1]
- Domenico Zerbi (Taurianova, 14 settembre 1976), liberato il 15 dicembre 1976[1].
- Giuseppe Di Prisco (Saline Joniche, 21 settembre 1976), rilasciato il 3 gennaio 1977 per 18 milioni di lire[1].
- Vincenzo Macrì (Grotteria, 7 ottobre 1976), farmacista, morì durante la prigionia[10].
- Adriano Ruscalla (Torino, 15 ottobre 1976), imprenditore, morì durante la prigionia[11].
- Saverio Luppino (Cosoleto, 28 ottobre 1976), liberato il 21 novembre[1].
- Francesco Falletti (Guardavalle Marina, 28 luglio 1977)[1]
- Domenico Clemente (?, 5 agosto 1977), consigliere comunale di Delianuova, liberato dopo 56 giorni per 40 milioni di lire[1].
- Armando Ilario Lanzetta (Caulonia, 24 agosto 1977), farmacista, liberato dopo 55 giorni per 80 milioni di lire[1].
- Mariangela Passiatore (Brancaleone, 28 agosto 1977), morì durante la prigionia[12][1].
- Giuseppe Luppino (Villa San Giovanni, 30 agosto 1977)[1]
- Pietro Fiocchi (?, 8 novembre 1977), rilasciato nel 1978.
- Rocco Lofaro (Scilla, 20 settembre 1978), farmacista[1].
- Bernardo Toraldo (San Calogero, 23 settembre 1978), libero il 5 gennaio 1979 dopo 105 giorni e a seguito del pagamento di 320 milioni di lire. I 5 rapitori furono in seguito catturati[1][13].
- Augusto Rancilio (Cesano Boscone, 2 ottobre 1978), morì durante la prigionia[14].
- Paolo Giorgetti (Meda, 9 novembre 1978), morì durante la prigionia[15][16].
- Morgante[1]
- Barresi[1]
- Matarazzi[1]
- Aloi[1]
- Domenico D'Agostino (Torino, 1979), sindaco di Canolo[1].
- Fabio Scullì (Bruzzano Zeffirio, 29 luglio 1979), liberato il 15 ottobre[1].
- Alfredo Battaglia (Bovalino, 30 ottobre 1979), ragazzino di 12 anni[1].
- Marco Forgione (Cosenza, 9 novembre 1979), bambino di 10 anni[1].
- Domenico Frascà (Locri, 12 novembre 1979), farmacista, rilasciato nel 1980 con 400 milioni di lire[1].
- Enrico Zappino (Mileto, 22 dicembre 1979)[1]
- Andrea Battaglia (?, gennaio 1980), rilasciato nel 1980 con 300 milioni di lire[1].
- Barbara Piattelli (Roma, 10 gennaio 1980), 27 anni, sequestrata per 343 giorni[17].
- Giovanni Furci (rapito a Locri, il sequestro durò 7 mesi, dal 15 gennaio 1980 al 15 agosto 1980)[1]
- Giuseppe Gullì (Montebello Jonico, 21 febbraio 1980), farmacista, morì durante la prigionia[18][1].
- Giovanni Pulitanò Arcudi (?, 16 maggio 1980), professore, rilasciato nel 1981 dopo 298 giorni per 1 miliardo e 280 milioni di lire[1].
- Silvio De Francesco (Bovalino, 6 ottobre 1980), farmacista, morì durante la prigionia, dopo 7 giorni di sequestro[19][1].
- Antonio Colistra (Siderno, 17 ottobre 1980) avvocato di 56 anni, morì durante la prigionìa[20][1]
- Lorenzo Crosetto (Torino, 3 luglio 1981), imprenditore, morì durante la prigionia[21], fu seppellito in un vigneto ad Asti e fu comunque ottenuto un riscatto di 672 milioni di lire dai Marando[8]. Per il riciclaggio di parte del riscatto furono indagati Pasquale e Francesco Marando[8]
- Giuliano Ravizza (Pavia, 24 settembre 1981), liberato il 25 dicembre 1981 per più di 4 miliardi di lire[22][1][23].
- Tullio Fattorusso (Sant'Ilario dello Ionio, 9 ottobre 1981), liberato a Ciminà il 14 marzo 1982.
- Paolo Alessi (Moncalieri, 23 novembre 1981)
- Giorgio Bortolotti (Saronno, 14 dicembre 1981), industriale.
- Giovanni Labate (Reggio Calabria, 9 febbraio 1982), farmacista, rilasciato dopo 325 giorni per 1 miliardo e 200 milioni[1].
- Giuseppina Gelsomino (Locri, 6 marzo 1982), di 17 anni[1].
- Maurizio Gellini (Pomezia, 4 maggio 1982), industriale farmaceutico, liberato a Grotteria il 2 novembre dalle forze dell'ordine[1].
- Antonio Caruso (Sant'Eufemia d'Aspromonte, 12 maggio 1982), sequestrato per 4 ore[1].
- Alfredo Antico (Siderno, 30 agosto 1982)
- Steno Marcegaglia (?, 15 ottobre 1982 - 5 novembre 1982), sequestrato tra Napoli e l'Aspromonte una volta riuscì a liberarsi, catturato fu liberato dalla polizia[1].
- Luana Lizzi (Bovalino, 1º gennaio 1983), rilasciata il 16 gennaio 1983[1].
- Giuseppe De Sandro (Bovalino, 20 gennaio 1983 - 8 agosto 1983), farmacista, rilasciato per 600 milioni di lire[1].
- Concetta Infantino (Brancaleone, 25 gennaio 1983), farmacista, rilasciata dopo 24 giorni il 21 febbraio 1983 con 200 milioni di lire[1].
- Carlo De Feo (Casavatore, gennaio 1983)[24][25]
- Giuseppe Pappalardo (Benestare, 8 marzo 1983), possidente, rilasciato dopo 231 giorni e 180 milioni di lire[1].
- Fausta Rigoli Lupini con il figlio Rocco di 10 anni (Molochio, 18 maggio 1983), lei rilasciata il 22 novembre, lui rilasciato il 1º gennaio 1984 a Oppido Mamertina[1].
- Giuseppe Bertolami (Lamezia Terme, 12 ottobre 1983), morì durante la prigionia[26][1].
- Pietro Castagno (21 gennaio 1984), imprenditore della gastronomia a Torino fu sequestrato da Domenico Agresta per conto dei Barbaro, fu tenuto in Aspromonte per 11 mesi[27]
- Alfredo Sorbara (Giffone, 1º maggio 1984), ruspista, morì durante la prigionia[28].
- Vincenzo Diano (Lazzaro di Motta San Giovanni, 27 luglio 1984), di 10 anni, rilasciato dopo 72 giorni a Villa San Giovanni[29].
- Liliana Marando (Ardore, 23 agosto 1984), farmacista, rilasciata dopo 180 giorni.
- Anita Punturieri (Gambarie, 7 ottobre 1984), libera dopo 40 giorni e 500 milioni di lire[1].
- Enza Rita Stramandinoli (Dasà, 15 dicembre 1984), studentessa, rilasciata dopo 331 giorni l'11 novembre 1985.
- Trento Domenico Foti (Melito di Porto Salvo, 18 dicembre 1984), rilasciato dopo poche ore[30].
- Giandomenico Amaduri (Bovalino, 10 luglio 1985), bancario[31].[32]
- Bruno Mafrici (Condofuri, 2 settembre 1986 - dicembre 1986)[33]
- Angela Mittica (Oppido Mamertina, 2 dicembre 1986 - 11 aprile 1987), liberata dai carabinieri dopo 130 giorni[34][1].
- Marco Fiora (Torino, 2 marzo 1987 - 3 agosto 1988), liberato dopo 515 giorni a Ciminà[35][1].
- Giuseppe Catanese (Bovalino, 23 giugno 1987), industriale oleario, liberato dai Carabinieri dopo 9 ore[36].
- Cesare Casella (Pavia, 18 gennaio 1988 - 30 gennaio 1990), rilasciato dopo 743 giorni a Natile di Careri il 30 gennaio 1990 con 1 miliardo di lire[37][3].
- Carlo Celadon (Arzignano, 25 gennaio 1988), diciannovenne sequestrato per 831 giorni in Aspromonte, liberato il 2 maggio 1990 per due miliardi di lire[38][39].
- Maria Grazia Belcastro (Cinquefrondi, 11 novembre 1988), rilasciata dopo 46 giorni[1].
- Nicola Campisi (Ardore, 9 febbraio 1989), avvocato, rilasciato il 20 agosto per 500 milioni di lire[40].
- Andrea Cortellezzi (Tradate, 17 febbraio 1989), di 22 anni, morì durante la prigionia[41].
- Vincenzo Medici (Bianco, 21 dicembre 1989), morì durante la prigionìa[42][1].
- Antonella Dellea (Luino, 16 gennaio 1990)[43][44]
- Domenico Paola (Locri, 30 aprile 1990 - 27 gennaio 1991), rilasciato dopo 275 giorni a Platì[41][1][45].
- Vincenzo Guarnieri (?, ?)[1]
- Mario Arrighi (?, ?)[1]
- Agostino De Pascale (Benestare, 20 dicembre 1990 - 17 aprile 1991)[46][47][41]
- Giovanni Zappia (Bovalino, 5 aprile 1991), liberato a Bovalino il 9 aprile.
- Domenico Antonio Gallo (Bovalino, 12 settembre 1991), imprenditore, liberato l'8 ottobre a Ferruzzano.
- Egidio Sestito (Catanzaro, 8 ottobre 1991 - novembre 1991), farmacista[1].
- Roberta Ghidini (Centenaro di Lonato, 15 novembre 1991), liberata il 14 dicembre 1991[48].
- Paolo Canale (Bovalino, 2 agosto 1992), imprenditore agricolo, liberato il 4 agosto 1992.
- Alessandra Sgarella (Milano, 11 dicembre 1997 - 4 settembre 1998), liberata dopo circa 7 mesi[49][1][50]. La notte del 26 agosto 2011 la Sgarella è morta in seguito a una lunga malattia, poche ore dopo l’arresto di uno dei suoi sequestratori.

## 'ndrine coinvolte
Questa lista è suscettibile di variazioni e potrebbe essere incompleta o non aggiornata.

- Nirta-Strangio[51][23]
- Barbaro[52]
- Ierinò
- Loielo
- Marando[8]
- Mammoliti
- Mazzaferro[53]
- Morabito[54][1]
- Palamara[54][1]
- Perre[55]
- Piromalli
- Speranza-Scriva[54]

## Nei media
- Partita a tre - Il sequestro Casella, film del 2014
- Tutti i soldi del mondo, film del 2017
- Podcast Il male di Pablo Trincia prodotto da Audible nel 2019. Il sequestro di Carlo Celadon
- 343 giorni all'inferno. Sequestro Piattelli, documentario Rai del 2021[17]
- 800 giorni, film di Dennis Dellai del 2023 sul sequestro di Celadon[56]